# Eleanor Cobham
Eleanor Cobham, född 1400, död 1452, var en engelsk hertiginna.  Hon var hovdam åt den första makan till Humphrey, hertig av Gloucester, och gifte sig sedan med denne. Hon dömdes 1441 för att ha utövat trolldom mot kungen och dömdes till livstids fängelse. 